# باشق خمري الصدر
البَاشِقُ خَمْرِيُّ الصَّدْرِ هو أحد أنواع الجوارح المُنتمية لفصيلة البيزان، وهو من الأنواع المُقيمة مُستوطنة جزيرة سولاوسي في إندونيسيا. موئله الطبيعي هو الغابات الرطبة الواطئة الاستوائيَّة وشبه الاستوائيَّة، وغابات الأيكات (القرم أو المنغروف) الاستوائيَّة وشبه الاستوائيَّة، والغابات الجبليَّة الرطبة الاستوائيَّة وشبه الاستوائيَّة.